# Flóculo (astronomía)
Un flóculo es cada uno de los granos brillantes que, yuxtapuestos, constituyen la superficie de la cromosfera solar. 
Los flóculos forman un mosaico de manchitas brillantes en las fotografías del Sol obtenidas en un espectrógrafo, utilizando únicamente la luz emitida por el calcio en la raya K. Sus dimensiones son de 100 a 200 km.
- Datos: Q8961907